# Communauté de communes du Pays Neufchâtelois
Die Communauté de communes du Pays Neufchâtelois ist ein ehemaliger französischer Gemeindeverband mit der Rechtsform einer Communauté de communes im Département Seine-Maritime in der Region Normandie. Sie wurde am 31. Dezember 1997 gegründet und umfasste 23 Gemeinden. Der Verwaltungssitz befand sich im Ort Neufchâtel-en-Bray.

## Historische Entwicklung
Mit Wirkung vom 1. Januar 2017 fusionierte der Gemeindeverband mit der Communauté de communes Saint-Saëns Porte de Bray und bildete so die Nachfolgeorganisation Communauté de communes Bray-Eawy.

## Ehemalige Mitgliedsgemeinden
1. Auvilliers
2. Bouelles
3. Bully
4. Callengeville
5. Esclavelles
6. Fesques
7. Flamets-Frétils
8. Fresles
9. Graval
10. Lucy
11. Massy
12. Ménonval
13. Mesnières-en-Bray
14. Mortemer
15. Nesle-Hodeng
16. Neufchâtel-en-Bray
17. Neuville-Ferrières
18. Quièvrecourt
19. Saint-Germain-sur-Eaulne
20. Saint-Martin-l’Hortier
21. Saint-Saire
22. Sainte-Beuve-en-Rivière
23. Vatierville